# 季本
季本（1485年—1563年），字明德，號彭山，浙江紹興府會稽縣人，明朝學者、政治人物。王陽明門人，於經學亦多有建樹。

## 生平
浙江鄉試第三名舉人。正德十二年（1517年）中式丁丑科會試第七十八名，登第三甲第五十七名進士。礼部观政，十三年授福建建寧府推官，嘉靖元年（1522年）行取入京，二年選授監察御史，因疏救给事中邓继曾、御史馬明衡、朱淛忤旨，降揭陽縣主簿，王守仁驻军梧州，召入幕府參謀軍事。後回揭阳，摄县事。嘉靖八年夏升弋陽知縣，十年升蘇州府同知，甫八日，再陞南京禮部儀制司郎中，次年因事謫辰州府通判，十五年擢吉安府同知，十七年官至湖廣長沙府知府，在任二年，以考察去职。

## 著作
季本他少年時即以經學聞名，後師從王守仁，習心學，晚年仍致力注經。著書有《廟制考義》《春秋私考》《讀禮疑圖》《四書私存》《孔孟圖譜》《樂律纂要》《律呂別書》《蓍法別傳》《說理會編》《詩說解頤》《易學四同》，凡十一種。

## 家族
曾祖季良佐，封監察御史；祖父季駿，曾任按察司僉事；父季翔，母劉氏。永感下。兄季木，字元德，弘治十四年辛酉科舉人，贡士，官至伊府左長史；季来。弟季禾、季柬（引礼舍人）。